# Domingo García (gobernador)
Domingo García fue un político y abogado argentino que ejerció como gobernador de su provincia. Nació en 1765 en San Miguel de Tucumán (Gobernación del Tucumán) y falleció en 1834, también en San Miguel de Tucumán (Argentina).

## Biografía
Estudió en Córdoba y luego en la Universidad Mayor, Real y Pontificia San Francisco Xavier de Chuquisaca, donde se graduó de doctor en Jurisprudencia, en 1784. Estuvo en la Academia Carolina, y se inscribió, en 1786, en la matrícula de abogados de la Real Audiencia de Buenos Aires.
Al regresar a Tucumán, donde ejercía la profesión, se sumó con entusiasmo a la revolución de 1810. Al año siguiente fue designado comandante de Armas de Tucumán, y posteriormente miembro de la Junta Subalterna de Tucumán. 
En 1812, fue designado gobernador intendente de Salta, jurisdicción que incluía a Tucumán. Fue miembro del Cabildo, y en 1821 presidió la asambleas que eligió gobernador a Abraham González, tras la disposición de Bernabé Aráoz. 
En 1822, fue asesor del Cabildo y de los juzgados, y, más tarde, actuó como secretario de los gobernadores Diego Araóz y Nicolás Laguna. 
Integró también, en 1827 y 1828, la Sala de Representantes de Tucumán, de la que fue igualmente secretario. Admirador de Rivadavia y acérrimo opositor a Quiroga, colaboró con Gorriti, en Salta, en sus luchas contra el caudillo riojano: eso lo obligó a exiliarse, en Bolivia y en Chile.
Se casó dos veces: la primera con Bernardina Arroyo, porteña; y la segunda, con Fortunata García. Falleció en Tucumán, en 1834. 
- Datos: Q2842242